# Monetazione di Luceria
La monetazione di Luceria riguarda le monete emesse a Luceria, città della Daunia (l'odierna Lucera), dopo la deduzione, da parte dei Romani, di una colonia latina.
La città coniò monete nel periodo tra circa il 275 a.C. e la seconda guerra punica.
Nella città furono in seguito coniate monete romane in due periodi: 214-212 a.C. e nel 211-208 a.C.
Le monete di Luceria fanno parte dell'insieme di quelle emesse da colonie e alleati di Roma nella Apulia antica; dopo la seconda guerra punica Luceria, come la maggior parte dei centri dell'Italia oramai romana, non coniò più monete proprie e adottò la monetazione romana, incentrata sul denario.
Tradizionalmente i numismatici trattano le monete di Luceria come parte della monetazione greca. Le monete romane coniate a Luceria sono invece considerate tra quelle romane.
Buona parte delle monete sono esposte nel Museo di archeologia urbana "Giuseppe Fiorelli" di Lucera.

## Numismatica

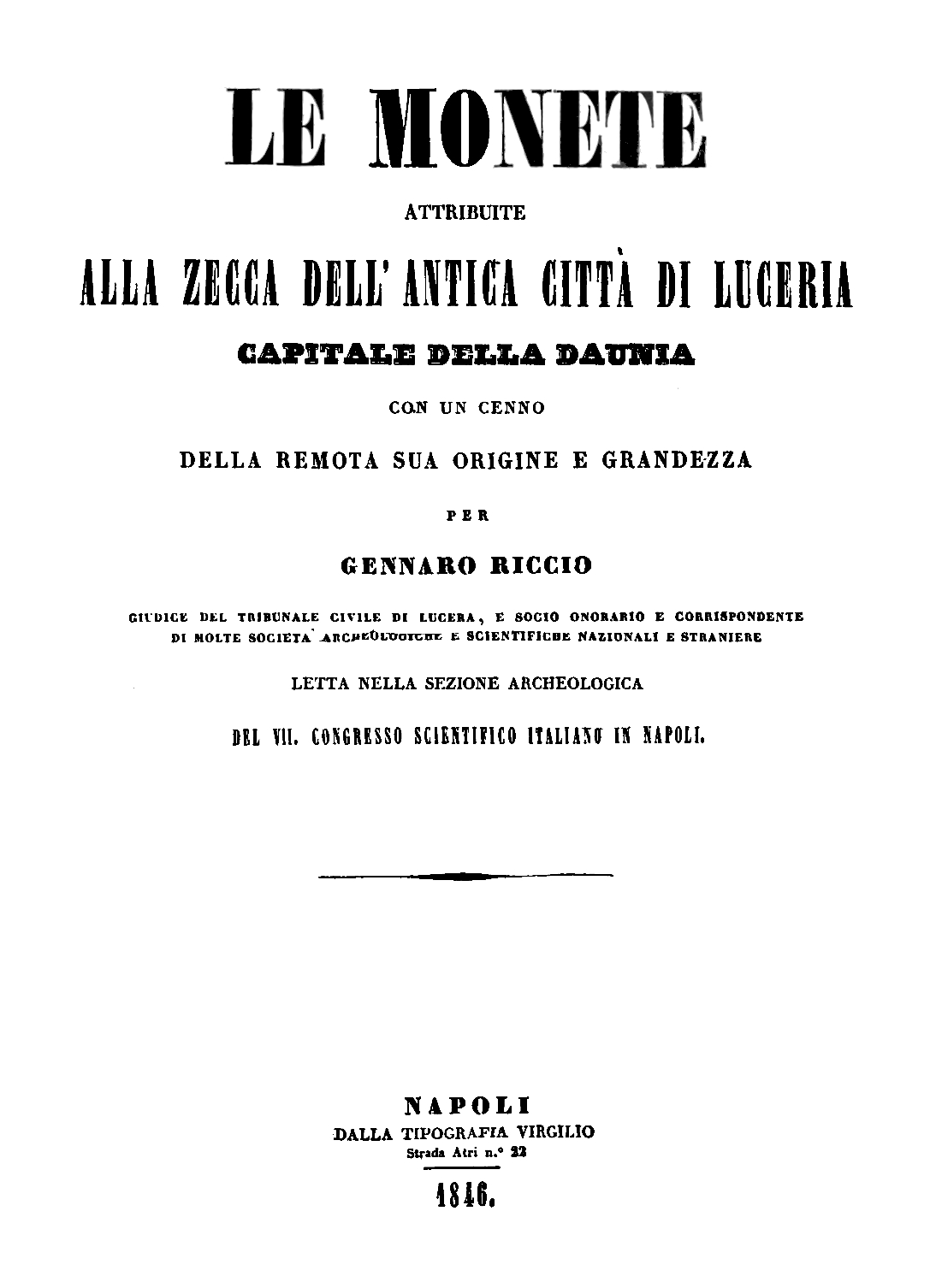
Il frontespizio del lavoro di Gennaro Riccio

Esistono alcuni lavori specifici sulle monete di Luceria. Il primo è un testo scritto nel 1846 con il titolo Le monete attribuite alla zecca dell'antica città di Luceria il cui autore è Gennaro Riccio, uno studioso dell'epoca che ha pubblicato diversi altri lavori tra cui un Le monete delle antiche famiglie di Roma, sulle monete della repubblica romana.
Un'altra monografia è stata presentata nel 1906 in Corolla numismatica una serie di saggi numismatici dedicati a Barclay Vincent Head. L'autore è Herbert Appold Grueber, autore di diversi saggi di numismatica.
Nel 1993, in un convegno tenuto a Lucera, dal titolo Lucera antica: l'età preromana e romana, il prof. Aldo Siciliano relazionò su "La monetazione di Luceria". Il suo intervento non è però presente negli Atti del Convegno di studi storici, editi dal Crsec nel 2001.
Esiste anche una breve monografia (quattro pagine) pubblicata da Renzo Riva, nel 1987 in: Memorie dell'Accademia italiana de studi filatelici e numismatici, dal titolo "Sul 'mezzo vittoriato' generalmente attribuito a Luceria."

## Catalogazione
Nonostante diversi lavori si occupino dell'argomento, questi non sono usati per catalogare le monete.
Per le monete fuse sono usati testi specifici per questa tipologia monetaria: Ernst Haeberlin: Aes Grave (1910, con ristampa anastatica del 1967) e Vecchi: Italian Cast Coinage (2013). Le monete di pertinenza di Luceria in quest'ultimo testo sono numerate da 272 a 288.
Per i bronzi battuti i riferimenti sono il testo "Historia numorum Italy" scritto da un gruppo di autori coordinati da Keith N. Rutter e varie "Sylloge Nummorum Graecorum". Le varie Sylloge e "Historia numorum Italy" sono usati per catalogare anche le monete fuse. Le monete di Historia Numorum Italy pertinenti a questa zecca sono numerate da 668 a 684.
Per le monete coniate dai romani a Luceria sono usati testi sulla monetazione romana repubblicana (Sydenham e Crawford). Nel testo di Crawford i due gruppi di monete romane coniate a Luceria sono catalogate nella serie 43 il primo (pp. 153–154) e nelle serie da 97 a 99 il secondo (pp. 183–190).

## Contesto storico
Luceria rivestiva un ruolo di importanza strategica nella Daunia. Passò sotto il controllo dei Romani nel 321 a.C. e nel 314 divenne una colonia latina.
La monetazione cade in gran parte negli anni che seguono la deduzione della colonia.

## Contesto monetario
La monetazione di Luceria è collocata nell'ultimo quarto del III secolo a.C.. Si tratta di monete di bronzo fuse, con più serie, e di monete battute in una serie.
Inoltre sono attribuite alla zecca di Luceria alcune monete romane coniate durante la seconda guerra punica
Le monete autonome, presentano una libbra suddivisa in base 10 anziché in base 12. Questa suddivisione è caratteristica di una serie di comunità tutte collocate nella costa adriatica. Oltre a Luceria hanno questa suddivisione alcune comunità dell'Umbria (Ariminum), dei Vestini, del Picenum (Hatria) e della Apulia (Venosa) La suddivisione decimale fu usata anche da Capua durante la seconda guerra punica.
In questo caso le frazioni prendono nomi differenti rispetto a quelli utilizzati nella costa tirrenica, dove la libra è suddivisa in 12 once. Si parla in questo caso di biuncia, teruncia, quadruncia, e quincuncia, cioè dal valore di 2, 3, 4 o 5 once. La libbra di riferimento è comunque diversa tra le comunità: ca. 379 g a Ariminum, Hatria, o di ca. 341 g in Apulia.

## Monete

### Monetazione fusa - primo periodo
A questo primo periodo sono ascritte alcune monete la cui attribuzione alla zecca di Luceria comunque non è sicura. Si tratta di alcune monete fuse collocate intorno al 280 a.C. - 275 a.C.. Alcune di queste monete sono citate in una monografia sull'aes grave pubblicata sulla Rivista italiana di numismatica nel 1891,.
La prima moneta (HN Italy, 668; Vecchi 333) è un asse fuso dal peso medio di 327 g. Al dritto è raffigurata la testa laureata di Apollo volta a destra e al rovescio un cavallo al galoppo con sopra una grande stella a 16 raggi. La moneta a volte presenta al dritto la legenda C.MODIO CR.F. L. PVLIO L.F.. Il tipo Apollo-cavallo al galoppo è presente in un coevo statere romano-campano e in un bronzo romano datato ca. 235 a.C..
Una seconda moneta riportata su Historia Numorum Italy (HN Italy, 669) è un asse che reca al dritto la testa di Apollo e a volte, sulla sinistra l'indicazione del valore (I). Al rovescio è raffigurato un gallo. Spesso è presente il segno di valore. Alcuni esemplari recano la legenda L. SEXTI SEP. BABI, altri M. LAVINIO, altri ancora non recano alcun nome.
Una terza moneta presenta al dritto la testa di Ercole volta a destra e al rovescio una protome equina (Thurlow-Vecchi 272). I motivi dell'attribuzione di questa moneta a Luceria non sono esplicitati. Questa moneta è considerata come appartenente a questa zecca anche da Riccio e Grueber.
I nomi potrebbero indicare sia duumviri di Luceria che i responsabili della zecca.

### Monetazione fusa - secondo periodo
Una serie di monete fuse, dalla quincuncia alla semioncia è collocata, da Rutter ed altri, negli anni 225-217 a.C., tra l'inizio della conquista della Gallia cisalpina e la battaglia del Trasimeno che Vecchi anche colloca nel periodo 225-217.
L'asse è suddiviso in 10 once. Il peso teorico dell'asse, basandosi sulla quincuncia sarebbe di ca. 224 g, mentre calcolato sulla semioncia il peso sarebbe di circa 433 g.
Le monete di questa serie sono tutte illustrate, nel suo testo, da Riccio. Molti tipi sono ripetute in una serie di aes grave emessa successivamente con pesi ridotti.
| Aes grave, secondo periodo | Aes grave, secondo periodo | Aes grave, secondo periodo | Aes grave, secondo periodo                            | Aes grave, secondo periodo | Aes grave, secondo periodo                                               |
| Immagine                   | Valore                     | Dritto                     | Rovescio                                              | Peso (da Rutter et al.)    | Catalogazione                                                            |
| -------------------------- | -------------------------- | -------------------------- | ----------------------------------------------------- | -------------------------- | ------------------------------------------------------------------------ |
|                            | quincuncia                 | Quattro raggi di ruota.    | Quattro raggi di ruota; cinque tortelli.              | 90-125 g                   | Riccio, cl. I, 3; HN Italy 670, Haeberlin p. 183; Thurlow - Vecchi 274   |
|                            | quadruncia                 | Fulmine.                   | Clava, quattro tortelli.                              | 90-137 g                   | Riccio, cl. I, 4; HN Italy 671, Haeberlin p. 183; Thurlow - Vecchi 275   |
|                            | teruncia                   | Stella a sei raggi.        | Delfino che nuota verso sinistra; sotto tre tortelli. | 63-118 g                   | Riccio, cl. I, 5; HN Italy 672, Haeberlin p. 183-4; Thurlow - Vecchi 276 |
|                            | biuncia                    | Conchiglia di capasanta.   | Astragalo, due tortelli.                              | 64-80 g                    | Riccio, cl. I, 6; HN Italy 673, Haeberlin p. 184; Thurlow - Vecchi 277   |
|                            | oncia                      | Rana.                      | Spiga di cereale, un tortello.                        | 26-51 g                    | Riccio, cl. I, 7; HN Italy 674, Haeberlin p. 184-5; Thurlow - Vecchi 278 |
|                            | semioncia                  | Crescente.                 | Tirso.                                                | 13-32 g                    | Riccio, cl. I, 4; HN Italy 671, Haeberlin p. 185-6; Thurlow - Vecchi 275 |

### Monetazione fusa - terzo periodo
Esiste un terzo gruppo di monete, con valori che vanno in questo caso dall'unità (asse o nummus) fino alla semioncia. I tipi sono sostanzialmente gli stessi della serie precedente con l'aggiunta dell'unità, che non è presente nell'altra serie. L'emissione è collocata, da Rutter ed altri, negli anni 217-212 a.C., cioè tra la battaglia del Trasimeno e la conquista di Siracusa ad opera di Marco Claudio Marcello, anche Vecchi la colloca nel periodo intorno al 217-212 a.C., cioè subito prima dell'inizio della seconda guerra punica.
La serie si basa su un asse di 79 g circa. Le differenze sono date oltre al peso ridotto e all'asse, anche dalla presenza al rovescio dell'indicazione di zecca, assente nella serie precedente, tramite la lettera  o più raramente L.
Riccio associa a questo gruppo un semisse romano, catalogato come Cr. 43a e datato da Crawford 214-212 a.C.
La teruncia di questa serie differisce da quello della serie precedente, oltre che per gli aspetti metrologici, anche perché la stella presente otto raggi anziché sei.
| Aes grave, terzo periodo | Aes grave, terzo periodo | Aes grave, terzo periodo          | Aes grave, terzo periodo                       | Aes grave, terzo periodo | Aes grave, terzo periodo | Aes grave, terzo periodo                                                |
| Immagine                 | Valore                   | Dritto                            | Rovescio                                       | Peso (da Rutter et al.)  |                          | Catalogazione                                                           |
| ------------------------ | ------------------------ | --------------------------------- | ---------------------------------------------- | ------------------------ | ------------------------ | ----------------------------------------------------------------------- |
|                          | asse                     | Testa di Ercole volta a sinistra. | Cavallo inalberato dx; in alto stella, sotto . | 56-92 g                  |                          | Riccio, cl. II, 1; HN Italy 676, Haeberlin p. 187; Thurlow - Vecchi 280 |

### Monetazione battuta
Alla terza monetazione fusa segue una prima monetazione al martello, caratterizzata dalla presenza dell'etnico oVCERI nel rovescio di tutte le monete. I tipi presentano al dritto la testa di una divinità e al rovescio ripropongono temi ripresi da quelli delle monetazioni precedenti. Poiché non è una serie fusa, non è presente in Thurlow - Vecchi né in Haeberlin. Per la semioncia sono presenti due tipi diversi.
Rutter et al. datano queste monete nel periodo 211 - 200 a.C., quindi contemporaneamente alla data della prima emissione del denario (211 a.C.).
| Coniazione al martello, emissione autonoma | Coniazione al martello, emissione autonoma | Coniazione al martello, emissione autonoma                                     | Coniazione al martello, emissione autonoma        | Coniazione al martello, emissione autonoma | Coniazione al martello, emissione autonoma |
| Immagine                                   | Valore                                     | Dritto                                                                         | Rovescio                                          | Peso (da Rutter et al.)                    | Catalogazione                              |
| ------------------------------------------ | ------------------------------------------ | ------------------------------------------------------------------------------ | ------------------------------------------------- | ------------------------------------------ | ------------------------------------------ |
|                                            | quincuncia                                 | Testa di Minerva con elmo corinzio; sopra cinque tortelli.                     | Ruota a otto raggi; tra i raggi oVCERI.           | 12-18 g                                    | Riccio, cl. III, 1; HN Italy 678           |
|                                            | quadruncia                                 | Testa di Ercole; dietro quattro tortelli.                                      | Faretra, clava e arco; in mezzo oVCERI.           | 11-14 g                                    | Riccio, cl. III, 2; HN Italy 679           |
|                                            | teruncia                                   | Testa di Nettuno laureato; dietro tre tortelli.                                | Delfino a destra; in alto tridente, sotto oVCERI. | 8-11 g                                     | Riccio, cl. III, 3; HN Italy 680           |
|                                            | biuncia                                    | Testa di Cerere velata e laureata; dietro due tortelli.                        | Conchiglia di capasanta; sotto oVCERI.            | 6-7 g                                      | Riccio, cl. III, 4; HN Italy 681           |
|                                            | oncia                                      | Testa laureata di Apollo; sulla spalla arco e faretra; a sinistra un tortello. | Rana; intorno oVCERI.                             | 2-5 g                                      | Riccio, cl. III, 5; HN Italy 682           |
|                                            | semioncia                                  | Teste giugate dei Dioscuri, indossano il pileo.                                | Cavalli dei Dioscuri; in alto oVCERI.             | ca. 2 g                                    | Riccio, cl. III, 6; HN Italy 684           |
|                                            | semioncia                                  | Testa di Diana volta a destra. Ha un crescente come diadema.                   | Crescente; in alto oVCERI.                        | ca. 2 g                                    | Riccio, cl. III, 7; HN Italy 683           |

### Monetazione romana - primo periodo
Questa serie è costituita da monete romane coniate da una zecca situata a Luceria. Le monete si distinguono dalle altre coniazioni romane per la presenza della lettera .
La serie è costituita da valori che dall'asse scendono fino alla semioncia
La datazione di questa serie secondo Crawford è nel periodo 214-212 a.C., durante la guerra annibalica.
La serie presenta i tipi caratteristici della monetazione romana repubblicana enea con la prora della nave presente al rovescio di tutti i valori.
L'asse è una moneta fusa. Il semisse ha due varianti: la prima è fusa e l'altra è battuta. Haeberlin elenca per l'asse 9 esemplari e per il semisse fuso 22. Quest'ultima moneta era inserita da Riccio tra quelle della II classe.
La serie delle monete è catalogata come Crawford 43. I singoli valori sono quindi catalogati come 43/1, 43/2 etc.
L'asse su cui si basa la serie ha un peso standard di 83 grammi circa, calcolato su 45 esemplari dall'asse al triente.
| Valore | dritto         | rovescio                                                                     | catalog.                                                                      | note      | note                                                                                      |
| ------ | -------------- | ---------------------------------------------------------------------------- | ----------------------------------------------------------------------------- | --------- | ----------------------------------------------------------------------------------------- |
|        | Asse           | Testa laureata di Giano.                                                     | Prora volta a destra; sopra I; avanti .                                       | Cr. 43/1  | moneta fusa                                                                               |
|        | Semisse (fuso) | Testa laureata di Saturno.                                                   | Prora volta a destra; sopra S (a volte ); avanti .                            | Cr. 43/2a | moneta fusa                                                                               |
|        | Semisse        | Testa laureata di Saturno; dietro S.                                         | Prora volta a destra; sopra S; avanti , sotto ROMA.                           | Cr. 43/2b | moneta battuta                                                                            |
|        | Triente        | Testa elmata di Minerva, con elmo corinzio; dietro ; sopra quattro tortelli. | Prora volta a destra; sopra ROMA; sotto quattro tortelli.                     | Cr. 43/3a | Le varianti 3b e 3b mostrano la rispettivamente al dritto davanti la testa e al rovescio. |
|        | Sestante       | Testa di Mercurio volta a destra; sopra due tortelli.                        | Prora volta a destra; sopra ROMA; sotto due tortelli separati dalla lettera . | Cr. 43/4  |                                                                                           |
|        | Oncia          | Testa di elmata di Roma volta a destra, con elmo corinzio.                   | Prora volta a destra; sopra ROMA; sotto un tortello e la lettera .            | Cr. 43/5  |                                                                                           |
|        | Semioncia      | Testa di Mercurio con petaso.                                                | Prora volta a destra; sopra ROMA; sotto .                                     | Cr. 43/6  |                                                                                           |

L'identificazione con questo centro è data dalla presenza della , una forma arcaica della lettera L.

### Monetazione romana - secondo periodo
A questo periodo appartengono le serie identificate come 97, 98A, 98B e 99 da Crawford. Si tratta quindi di un numero elevato di monete, che comprendono sia argento che bronzo e che sono state battuta da Roma a Luceria durante la seconda guerra punica. Le monete sono numerate con il numero della serie e il numero del valore all'interno della serie (ad esempio 97/1). Le eventuali varianti sono distinte da una lettera (97/1a)
Prima serie
Crawford suddivide la prima delle serie, la 97, in 6 gruppi. Al primo gruppo appartengono un vittoriato e un quinario, entrambe denominazione argentee.
Il vittoriato è simile alle monete romane con questa denominazione e si differenzia sostanzialmente per la sola presenza della lettera  al rovescio che si trova tra il trofeo e la Vittoria effigiati al rovescio. Crawford elenca tre varianti, con differenze minime, identificati come 97/1a, b, c.
Anche il quinario (da Cr. 97/2 a 97/8) si distingue per la presenza della lettera , in questo caso al dritto.
Al secondo gruppo della serie, costituito esclusivamente da monete di bronzo, oltre alle monete standard delle emissioni romane repubblicane dal triente alla semioncia, appartiene un quincunx (Cr. 97/3) che presenta la testa di Apollo al dritto, con la lettera , e dai Dioscuri e la legenda ROMA al rovescio. Per gli altri valori sono utilizzati i tipi standard delle emissioni romane, con al rovescio la prora di galea e la lettera , che caratterizza le emissioni. Queste emissioni sono indicate da 97/4 a 97/8.
Il peso standard di questo secondo gruppo si basa su un asse di 64 g circa.
Il terzo gruppo (Crawford da 97/9 a 97/15) presenta sia monete romane standard (semisse, triente, quadrante, sestante e oncia) che due monete fuori dallo standard: un quincunx e un destante. Il primo (Cr. 97/11) gli stessi tipi già visti, con Apollo e i Dioscuri; il destante, una moneta particolarmente rara, presente solo nelle emissioni di questa zecca, ha il valore di dieci once e presenta al dritto la testa di Cerere e al rovescio una Vittoria che guida una quadriga. La figura al rovescio era stata interpretata da Riccio come Giove e di conseguenza disegnato con questo aspetto.
Il peso standard del terzo gruppo si basa su un asse di 45 g circa.
Il quarto gruppo (Crawford da 97/16 a 97/21) è costituito da destante, semisse, triente, quadrante, sestante e oncia. I tipi sono gli stessi del gruppo precedente. La differenza è costituita dal peso standard che nel quarto gruppo si basa su un asse di 36 g circa.
Il quinto gruppo (Crawford da 97/22 a 97/27) presenta un asse con due varianti ed alcune delle denominazioni viste in precedenza. L'asse ha come tipi quelli standard della monetazione romana, con Giano al dritto e la prora di nave al rovescio. Le altre monete sono: destante, semisse, triente, quadrante e sestante. Il peso si basa su un asse di 23,5 g circa.
Il sesto gruppo è rappresentato solamente da un asse dal peso medio di circa 9 g su cui è raffigurato Giano.
Seconda serie
Questa seconda serie, catalogata come Crawford 98A, è caratterizzata dalla presenza delle lettere  e Τ. La serie comprende 8 denominazioni, è datata negli anni 211-210 a.C. e comprende quattro monete d'argento e 4 di bronzo. Le monete d'argento sono: vittoriato, mezzo vittoriato, quinario e sesterzio d'argento. Il peso delle monete di basa su un denario di 4,5 g circa.
Il mezzo vittoriato è una moneta particolarmente rara, che si trova solo in questa coniazione; presenta al dritto la testa di Minerva con l'elmo corinzio e al rovescio un cavaliere. Anche il sesterzio, dal valore di un quarto di denario è una moneta raramente coniata durante la repubblica. Le denominazioni d'argento, a parte il mezzo vittoriato, mostrano i tipi standard. Il vittoriato ha al dritto la testa di Giove e al rovescio la Vittoria che incorona un trofeo. Il quinario e il sesterzio hanno a dritto la testa della dea Roma e al rovescio i Dioscuri; oltre alla differenza nel peso queste due ultime monete si distinguono per il segno di valore: V (cioè cinque) per il quinario e IIS (cioè due e mezzo) per il sesterzio.
Le monete enee sono: quadrante, sestante, oncia e semioncia. Queste monete sono caratterizzati dalla presenza della lettera . Il quadrante presenta il tipo con la test di Mercurio e la prora che è lo standard della monetazione romana del periodo. Le altre monete presentano tipi diversi. Il sestante ha a dritto la testa di Minerva e al rovescio i Dioscuri, l'oncia le testa elmata di Roma al dritto e un Dioscuro al rovescio mentre la semioncia mostra le teste dei giugate Dioscuri al dritto e i loro cavalli al rovescio. Gli stessi tipi erano presenti nella moneta di pari valore della prima monetazione battuta al martello di Luceria.
Terza serie
La terza serie, catalogata come Crawford 98B, è costituita solo da un quinario con la testa elmata di Roma e i Dioscuri al rovescio. La sua pertinenza a Luceria non è certa.
Quarta serie
Questa serie, catalogata come Crawford 99, è caratterizzata dalla presenza delle lettere , una forma arcaica della lettera greca Π, cioè la pi nell'alfabeto greco; è costituita esclusivamente da monete di bronzo.
La serie è divisa in due gruppi. Al primo gruppo appartengono nove denominazione che vanno dall'asse alla semioncia comprendendo, oltre ai valori standard della monetazione romana in bronzo dell'epoca, anche il destante. I tipi delle monete sono quelli già visti nella prima serie. La differenza è nelle legende che presentano la lettera  già vista e nel peso medio dell'asse di riferimento che in questo caso è di 22,5 g circa.
Il secondo gruppo è composto esclusivamente da un asse, con Giano e la prora di nave. La moneta presenta un peso di 28 g circa ed è separata dalle altre per questo motivo. Crawford ipotizza che la lettera possa rappresentare la sigla del magistrato monetario.

## Ritrovamenti
Thompson et al. elencano un unico tesoro che include monete di Luceria, indicato con il numero 2046. Fu ritrovato nel 1854 a Campo Laurelli, "tre miglia a nord di Toro", nei dintorni di Campobasso. Il tesoro è descritto nel Bullettino Archeologico Napoletano del 1855. Il ritrovamento presenta È costituito da 86 monete d'argento e da 13 bronzi. I bronzi sono 7 provenienti da Roma, di cui 2 fusi e gli altri battuti, uno proviene da Arpi, sempre nell'Apulia, uno da Teate, tre sono non classificabili. La moneta proveniente da Luceria è un aes grave identificato come "triente"; potrebbe essere la quadruncia catalogata come HN Italy 671. Il tesoro è di scarso interesse: nell'articolo vengono descritte tutte le monete trovate nel sito archeologico senza ulteriori specificazioni.
La scarsezza dei ritrovamenti contestualizzati, in tutto un'unica moneta, non permette di ricavare informazioni sulla datazione e sulla circolazione.

## Legende ed epigrafia
L'alfabeto utilizzato è quello latino della fine del III secolo a.C.: le lettere U e L sono rese rispettivamente con V e .
Le serie fuse sono caratterizzate dalla sola presenza della lettera , mentre la serie battuta al martello presenta l'etnico nella forma oVCERI.

## Pesi
Monetazione argentea
Per le monete in argento il piede monetario utilizzato è lo stesso dei Romani, basato su un denario di 4,5 g circa. I vittoriati presentano un peso medio di 2,98 g e i quinari 2,02 grammi. Il peso degli esemplari tende a essere minore del peso teorico a causa dell'usura.
Monetazione enea
Le monete di bronzo presentano piedi diversi nelle varie coniazioni.
Monete fuse del primo periodo
Alcune (HN Italy 668) hanno un peso medio di 327 g, mentre altre (HN Italy 669) hanno un peso di 282 g quelle con i nomi e di 226 g quelle senza.
Monete fuse del secondo periodo
L'asse di riferimento calcolato sul quincunx è di 224 g (HN Italy 670-675).
Monete fuse del terzo periodo
L'asse di questa serie è di 79 g (HN Italy 676-677).
Monetazione battuta
Questa è coniata intorno a un asse teorico di 40 g circa (HN Italy 678-684).
Monetazione romana
La serie Crawford 97 presenta nel secondo gruppo (il primo è costituito solo da monete argentee) un piede di 64 g circa, nel terzo di 45 g, nel quarto di 36 g, nel quinto di 23,5 e l'asse del sesto gruppo presenta un asse di 9 grammi.
La seconda serie, catalogata come Crawford 98A, presenta un piede con un asse di 54 grammi e quella catalogato come Crawford 99, la quarta, un asse di circa 22,5 grammi.

### Collezioni
- (EN) Joan E. Fisher (a cura di), SNG American Numismatic Society Part 1: Etruria-Calabria, New York, American Numismatic Society, 1969.
- (EN) Willy Schwabacher - Niels Breitenstin (a cura di), SNG Copenhagen, Vol. One: Italy, Sicily, Copenaghen, Danish National Museum, 1981.
- (FR) Anna Rita Parente (a cura di), SNG France, Vol. 6, Part 1: Italie (Étrurie-Calabre), Parigi, Bibliotèque Nationale de France / Numismatica Ars Classica, 2003.
- SNG British Collections Vol. X: John MORCOM Collection of Western Greek Bronze Coins